# 聯合防禦M42衝鋒槍
聯合防禦M42衝鋒槍（英語：United Defense M42；有時也被生產商稱為「馬林衝鋒槍」）是一款在二战時期由美国槍械設計師卡爾·G·西貝柳斯（Carl G. Swebilius）所設計、1942年至1943年之間由聯合防禦供應公司（一間由政府成立的公司，專門負責武器的研發）所生產的冲锋枪，發射9×19毫米魯格和.45 ACP口徑兩種手枪子彈。該槍原設計用以取代汤普森冲锋枪的潛在槍型，並且被战略情报局（OSS）的特工所使用。

## 歷史
M42是由聯合防禦供應公司專門研發，用作被美國軍方認為生產既昂貴又複雜的湯普森衝鋒槍的替代槍型。該槍生產了9×19毫米帕拉貝倫和.45 ACP口徑的原型，而9毫米口徑型是曾經看到較廣泛生產的唯一版本。由高標槍械公司和馬林槍械公司生產的該槍，在第二次世界大戰的最後三年生產了約15,000枝。.45 ACP型卻只生產了六枝原型試驗槍。
該衝鋒槍的彈匣裝填25發9×19毫米帕拉貝倫手枪子彈（由約翰·奧斯利設計，受到專利2289067所保護），並且以700發／分鐘的射速將子彈射出。經常可見兩個25發彈匣從彈匣面部面對面的被焊接並聯在一起，可讓第一個彈匣打光子彈以後，只要上下180°倒轉就完成重新裝填（見圖示）。該衝鋒槍本身（空槍時）重達10磅（4.54公斤），全長為32.3英吋（820毫米），槍管長度則是11英吋（279毫米），它具有六條右手方旋轉的膛線與凹槽。
該衝鋒槍的設計非常簡單，為直接反沖作用自動原理與擊發調變式武器。它是在要求什麼都要“快一點”的戰爭條件以下製造出來的產物，但這種方法也因而導致它出現了一些設計缺陷。武器出現了多種多樣的問題。在戰鬥條件以下，該衝鋒槍被發現其金屬板材彈匣有著彎曲變形的傾向，導致供彈出現問題。它們幾乎不能忍受在大量污泥與沙粒以下的環境，如果不定期清除的話往往出現卡彈故障。該槍也是勞動密集型生產的產物。它採用全機械加工製成的零件，沒有衝壓件，而且這在戰時條件當中機器加工非常寶貴以下可節省成本。
當美国陆军採用M3衝鋒槍時，M42衝鋒槍被列為替補標準武器。它往往被描述是以使用20發彈匣供彈，這其實是.45口徑的原型才使用的供彈具。9毫米口徑型只使用25發彈匣。聯合防禦供應公司（1940年至1945年）是一間由政府成立、以生產、添置、運載和銷售武器、裝備、戰略及關鍵原料和供應品，以至地產的公司。順帶一提，“聯合”本來就不是它的標題的一部分。M42衝鋒槍事實上是由高標槍械公司所研發、馬林槍械公司所生產。

## 操作使用
雖然其設計意圖上是由美軍部隊使用，它被發現更多該槍傾向於空投到被納粹德國佔領的歐洲並受到當地的游擊隊的青睞。該武器被空投至克里特島以供應當地英國為首的游擊隊，並在當地被游擊隊廣泛使用的。它也被發現了由意大利和法國抵抗運動的游擊隊所使用。其中一些該槍也被轉運給在中國由戴笠領導、以抗擊日本侵略的正規抗日武裝別動隊（後稱為忠義救國軍）。從1942年第二次世界大戰期間起穿過後二戰時期、直到1960年代，聯合防禦M42被分配給菲律賓陸軍和警察以下的菲律賓部隊使用；而且在1942年至1945年、日佔時期期間，被當地認可的游擊隊員所使用。使用9毫米口徑可讓反抗勢力使用繳獲彈藥武器，省卻了重複地再空投供應彈藥的需要。
整體而言，該武器在其預定的用途上（取代湯普森衝鋒槍）失敗了，但卻證明了它在反抗勢力中有限地使用的效果。

## 流行文化

### 電子遊戲
- 應徵入伍:作為盟軍限時金券武器。

## 使用國
- 中華民國[3]
- 中华人民共和国[3]
- 捷克斯洛伐克：斯洛伐克民族起義期間，從美國供應100枝衝鋒槍被起義軍和游擊隊所使用。
- 義大利（1943–45年）
- 荷蘭[3]
- 菲律賓：
  - 從1942年第二次世界大戰期間起穿過後二戰時期、直到1960年代，被菲律賓陸軍和警察以下的菲律賓部隊使用。
  - 在1942年至1945年、日佔時期期間，被當地認可的游擊隊員所使用。
- 美国[3]

## 資料來源
1. ↑  Bishop, Chris. . New York: Orbis Publishing Ltd. 1998. ISBN 0-7607-1022-8..
2. ↑  Canfield, Bruce N. . 美國槍手（英语：American Rifleman） (National Rifle Association). 2006, 154 (September): 26&27.
3. 1 2 3 4  McNab, Chris.  2nd. Kent: Grange Books. 2002. ISBN 1-84013-476-3.

## 外部連結
- （英文）—Modern Firearms—United Defense UD M42 submachine gun （页面存档备份，存于）
- （英文）—Springfield Armory Collection: UD M42, 9MM （页面存档备份，存于）
- （英文）—Springfield Armory Collection: UD M42, .45 ACP （页面存档备份，存于）
- （英文）—magazine patent （页面存档备份，存于）
- （英文）—submachine gun patent （页面存档备份，存于）
- （英文）—American Rifleman（英语：American Rifleman） article
- （英文）—Small Arms Review article （页面存档备份，存于）